# مزرعه (استان تبسه)
مزرعه (به عربی: المزرعة) یک شهرداری در الجزایر است که در استان تبسه واقع شده‌است.